# Campionati europei di winter triathlon del 2004
I Campionati europei di winter triathlon del 2004 (VII edizione) si sono tenuti ad Wildhaus in Svizzera.
Tra gli uomini ha vinto lo slovacco Patrik Kuril. Tra le donne ha trionfato per la terza volta la tedesca Sigrid Lang..

## Risultati

### Élite uomini
| Pos. | Atleta         | Paese      | Totale  |
| ---- | -------------- | ---------- | ------- |
|      | Patrik Kuril   | Slovacchia | 1:16:24 |
|      | Thomas Schrenk | Germania   | 1:17:18 |
|      | Daniel Hehle   | Germania   | 1:17:38 |

### Élite donne
| Pos. | Atleta         | Paese    | Totale   |
| ---- | -------------- | -------- | -------- |
|      | Sigrid Lang    | Germania | 01:24:44 |
|      | Gabi Pauli     | Germania | 01:26:51 |
|      | Jutta Schubert | Germania | 01:29:40 |